# Rijksuniversiteit
Een rijksuniversiteit was oorspronkelijk in Nederland en België een openbare universiteit die uitging van de rijksoverheid; zij was ingericht en werd bekostigd door de rijksoverheid, en werd ook door deze bestuurd.
In het zuidelijke deel van het toenmalige Koninkrijk der Nederlanden (nu België) werden door koning Willem I in 1817 de Académie de Bruxelles en de universitaire faculteiten in Brussel opgedoekt en drie rijksuniversiteiten ingesteld, te Gent, Luik en Leuven (de universiteit aldaar was in 1797 zoals al de andere colleges en universiteiten van de Franse Republiek door de wet gesloten). In de Noordelijke Nederlanden werden in dat jaar de al bestaande universiteiten te Leiden, Utrecht (in 1810 tot école secondaire gedegradeerd) en Groningen als rijksuniversiteit ingesteld.

## België
In 1835 werd de Rijksuniversiteit Leuven opgeheven, kort daarna verhuisde de Katholieke Universiteit van Mechelen, opgericht door de Belgische bisschoppen in 1834, naar Leuven en veranderde haar naam in Katholieke Universiteit Leuven. In 1965 werden het Rijksuniversitair Centrum Antwerpen en de Université de l'État à Mons (Rijksuniversiteit te Bergen, thans opgegaan in de Université de Mons) ingesteld. Rond 1990 werd de bevoegdheid over het onderwijs overgedragen van de nationale overheid aan de Gemeenschappen, en verdween het voorvoegsel "rijks-" uit de namen van de instellingen.

## Nederland
Sinds de Wet op het wetenschappelijk onderwijs van 1960 bezitten de rijksuniversiteiten volledige rechtspersoonlijkheid, als publiekrechtelijke rechtspersoon, en worden alle openbare universiteiten volledig door het Rijk bekostigd; daarmee is het onderscheid tussen rijksuniversiteiten en andere openbare universiteiten vervaagd. Gedurende een groot deel van de twintigste eeuw werd de term "rijksuniversiteit" ook in de naam tot uitdrukking gebracht door de algemene openbare universiteiten te Leiden, Groningen, Utrecht en Maastricht (Rijksuniversiteit Limburg, opgericht in 1974); sinds de jaren negentig van die eeuw noemt alleen de Rijksuniversiteit Groningen zich nog expliciet rijksuniversiteit. De "gespecialiseerde" instellingen (zoals specifiek technisch en economisch onderwijs) zijn op Rotterdam na nooit "rijksuniversiteit" genoemd. De term universiteit was wettelijk voorbehouden aan instellingen die op zijn minst de vijf ‘klassieke’ faculteiten omvatten (geneeskunde, wiskunde en natuurwetenschappen, letteren en wijsbegeerte, rechten, en theologie). Hoewel zij het ius promovendi (het recht om de doctorstitel te verlenen) allang hadden, mochten deze ‘onvolledige’ instellingen zich pas sinds eind jaren 80 universiteit noemen. Wel werden sommige onder andere in overheidspublicaties aangeduid als technische rijkshogeschool en rijkslandbouwhogeschool.